# Cracker (groupe)
Pour les articles homonymes, voir Cracker.
Cracker est un groupe de rock alternatif américain, originaire de Redlands, en Californie. Il est formé en 1991 par le chanteur David Lowery et le guitariste Johnny Hickman. Cracker adopte plusieurs styles comme le rock, le post-grunge, la country, le blues et le folk. Leur musique passe de douces ballades à des morceaux énergiques.

## Biographie
Peu après la séparation de l'ancien groupe de Lowery, Camper Van Beethoven, en 1990, il s'allie avec le guitariste Johnny Hickman pour enregistrer quelques démos. Après avoir emménagés de Redlands, en Californie, à Richmond, en Virginie, Lowery et Hickman enregistre une cassette par la suite intitulée Big Dirty Yellow Demos par les fans du groupe. Ils choisissent finalement le nom de Cracker et s'associent au bassiste Davey Faragher. Une brève tournée s'engage ensuite avec le batteur Greg Weatherford.
En 1991, le groupe signe au label Virgin Records et recrute les batteurs et percussionnistes Jim Keltner, Michael Urbano et Phil Jones, pour enregistrer leur premier album, l'éponyme Cracker, en 1992. L'album comprend le single à succès Teen Angst (What the World Needs Now), qui atteint la première place des Modern Rock Tracks, et un second single intitulé Happy Birthday to Me. L'album se vend à plus de 200 000 exemplaires. Un an plus tard, Cracker publie son album à succès Kerosene Hat, qui comprend les singles Low et Get Off This, ainsi qu'une reprise de la chanson Loser de Grateful Dead. L'album se vend à près d'un demi million d'exemplaires cette année, et est certifié disque de platine. Urbano joue sur Kerosene Hat et tourne avec Cracker avant de quitter le groupe en même temps que Faragher. Après la brève participation de Bruce Hughes, Lowery et Hickman recrutent Bob Rupe, ancien membre des Silos, à la basse, et Charlie Quintana (Bob Dylan, The JuJu Hounds) à la batterie.
Une compilation intitulée Garage d'or est publiée en 2000, qui comprend un premier disque de reprises et de trois chansons, et un deuxième disque de contributions, bandes son, et démos. Rupe quitte le groupe en janvier 2000 et est remplacé par le bassiste Brandy Wood. En 2002, le groupe publie l'album Forever.
Le groupe quitte Virgin en 2003 et sort indépendamment Countrysides. Avec le bassiste Victor Krummenacher, des Camper Van Beethoven, en remplacement de Wood, le groupe publie l'album Greenland le 6 juin 2006, et continue de tourner intensément. Après le départ de Margolis et Krummenacher, la formation du groupe se stabilise en 2007 autour de Hickman, Lowery, Funaro et du bassiste Sal Maida, membre de Roxy Music. Cracker publie un nouvel album, Sunrise in the Land of Milk and Honey, le 5 mai 2009. Il est le premier album du groupe à atteindre le Billboard 200 en moins d'une décennie.
En janvier 2011, Lowery publie son premier album solo, The Palace Guards, chez 429 Records. En mars la même année, Cracker annonce Campout East, l'équivalent du festival Campout, organisé à Crozet. La chanson Low apparait dans le film The Perks of Being a Wallflower et dans The Wolverine. En juillet 2014, la formation Kerosene Hat tourne en Chine. En décembre 2015, Lowery (avec Camper Van Beethoven) mène une procédure judiciaire contre Spotify, qui aurait publié leurs chansons sans leur consentement.

## Membres

### Membres actuels
- David Lowery – chant, guitare (depuis 1990)
- Johnny Hickman – guitare solo, chant (depuis 1990)
- Bryan Howard – basse (depuis 2014)
- Carlton « Coco » Owens – batterie (depuis 2014)
- Matt « Pistol » Stoessel – pedal steel guitar (depuis 2014)

### Anciens membres
- Davey Faragher – basse, chant (1990–1993, 2014)
- Phil Jones – batterie, percussions (1990–1992 – en session)
- Michael Urbano – batterie (1992–1993, 2014)
- Bruce Hughes – basse (1993–1994)
- David Lovering – batterie (1993–1994)
- Joey Peters – batterie (1993)
- Johnny Hott – batterie (1994–1995)
- Bob Rupe – basse, chant (1994–2000)
- Charlie Quintana – batterie (1995–1996)
- Kenny Margolis – claviers, accordéon (1996–2007)
- Brandy Wood – basse, chant (2000–2004)
- Victor Krummenacher – basse, vocals (2004–2006)
- Frank Funaro – batterie (1996–2014)
- Kyle McCarthy – chant (2015)
- Sal Maida – basse (2006–2014)
- Thayer Sarrano – claviers, chant (2014–2015)

## Discographie

### Albums studio
- 1992 : Cracker
- 1993 : Kerosene Hat
- 1996 : The Golden Age
- 1998 : Gentleman's Blues
- 2002 : Forever
- 2003 : Countrysides
- 2006 : Greenland
- 2009 : Sunrise in the Land of Milk and Honey
- 2014 : Berkeley to Bakersfield

### Compilations
- 1995 : The Virgin Years (1995) avec Camper Van Beethoven
- 2006 : Get On With It: The Best of Cracker (Virgin Records, non autorisée par le groupe[4])

### Albums-hommages
- 1994 : Rainy Days and Mondays sur l'album If I Were A Carpenter
- 1996 : Good Times Bad Times sur l'album Encomium: A Tribute to Led Zeppelin
- 1996 : Blue Rosebuds sur Eyesore: A Stab at the Residents
- 1996 : Withering sur Sweet Relief II: Gravity of the Situation
- 1999 : White Riot sur Burning London: The Clash Tribute
- 2002 : Victoria sur This Is Where I Belong: The Songs of Ray Davies and the Kinks